# استفن جیمز هارمیسون

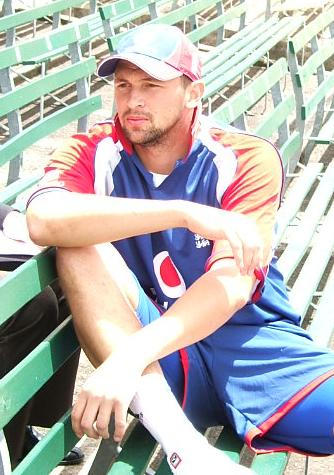
نگاره‌ای از استفن جیمز هارمیسون - ۲۰۰۶

استفن جیمز هارمیسون (زادهٔ ۲۳ اکتبر ۱۹۷۸) بازیکن سابق کریکت اهل انگلیس است که تمام فرمت‌های بازی را بازی می‌کرد. او برای دورهام و یورکشایر کریکت کانتی بازی کرده‌است.

## زندگی شخصی
هارمیسون در اشینگتون به دنیا آمد و بزرگ شد، و بزرگترین برادر از ۳ برادر و ۱ خواهر است. هارمیسون به همراه همسرش هیلی و سه دخترشان امیلی، ابی و ایزابل و پسرشان چارلی در اشینگتون زندگی می‌کند. او ذاتاً مرد خانواده است و هر بار که تیم انگلیس به تور می‌رفت، به دلتنگی خانواده اش اعتراف کرده‌است. وی در مصاحبه‌ای با ایندیپندنت در سال ۲۰۰۵ اظهار داشت:
"من خانواده دارم. من بچه‌هایی دارم که به من نیاز دارند و آنها تصمیمات من را در مورد شغلم دیکته می‌کنند. . . . حرفه بین‌المللی من زمانی به پایان می‌رسد که خانواده‌ام به حضور من بیشتر نیاز داشته باشند.»